# Gompo
Gompo war Bischof von Krakau im 11. Jahrhundert.
Er wurde nur in einer Liste der Krakauer Bischöfe von 1266 genannt, an vierter Position nach Poppo und vor Rachelinus. Weitere Informationen sind zu seiner Person nicht überliefert.
Seine Amtszeit lag wahrscheinlich im ersten Viertel des 11. Jahrhunderts.